# Francisca Bazán de Laguna
Francisca Bazán de Laguna (San Miguel de Tucumán, 1744- 1823) és una dona coneguda per haver cedit la seva casa com a seu del Congrés de Tucumán, on el 9 de juliol de 1816 es va realitzar la Declaració d'independència de l'Argentina.

## Biografia

### Primers anys i família
Francisca Bazán de Laguna va néixer a Tucumán cap al 1744, filla de Juan Antonio Bazán i de Petrona Estevés.
Cap a finals del segle xvi, l'alcalde Diego Bazán i Figueroa va construir la seva casa en el terreny que avui ocupa la Casa de la Independència. L'any 1775, la casa va passar a ser propietat de Francisca, que la va rebre com a dot dels seus pares. Ella sempre va residir en aquest habitatge. La façana característica de la casa, amb les seves columnes tortes, va ser construïda quan la casa era propietat seva, ja que aquest tipus d'ornamentació va aparèixer en el nord d'Argentina a finals del segle xviii.
L'any 1762, es va casar amb l'espanyol Miguel de Laguna i Ontiveros, quedant vídua al 1806. Entre els fills del matrimoni, destaquen el doctor Nicolás Valerio Laguna Bazán, nascut el 1772, que va tenir participació activa en el Cabildo obert al juny de 1810, mostrant-se partidari de la Revolució de Maig, i que va ser elegit diputat a l'Assemblea de l'Any XIII i va ser tres vegades governador de la província de Tucumán.

### Congrés de Tucumán

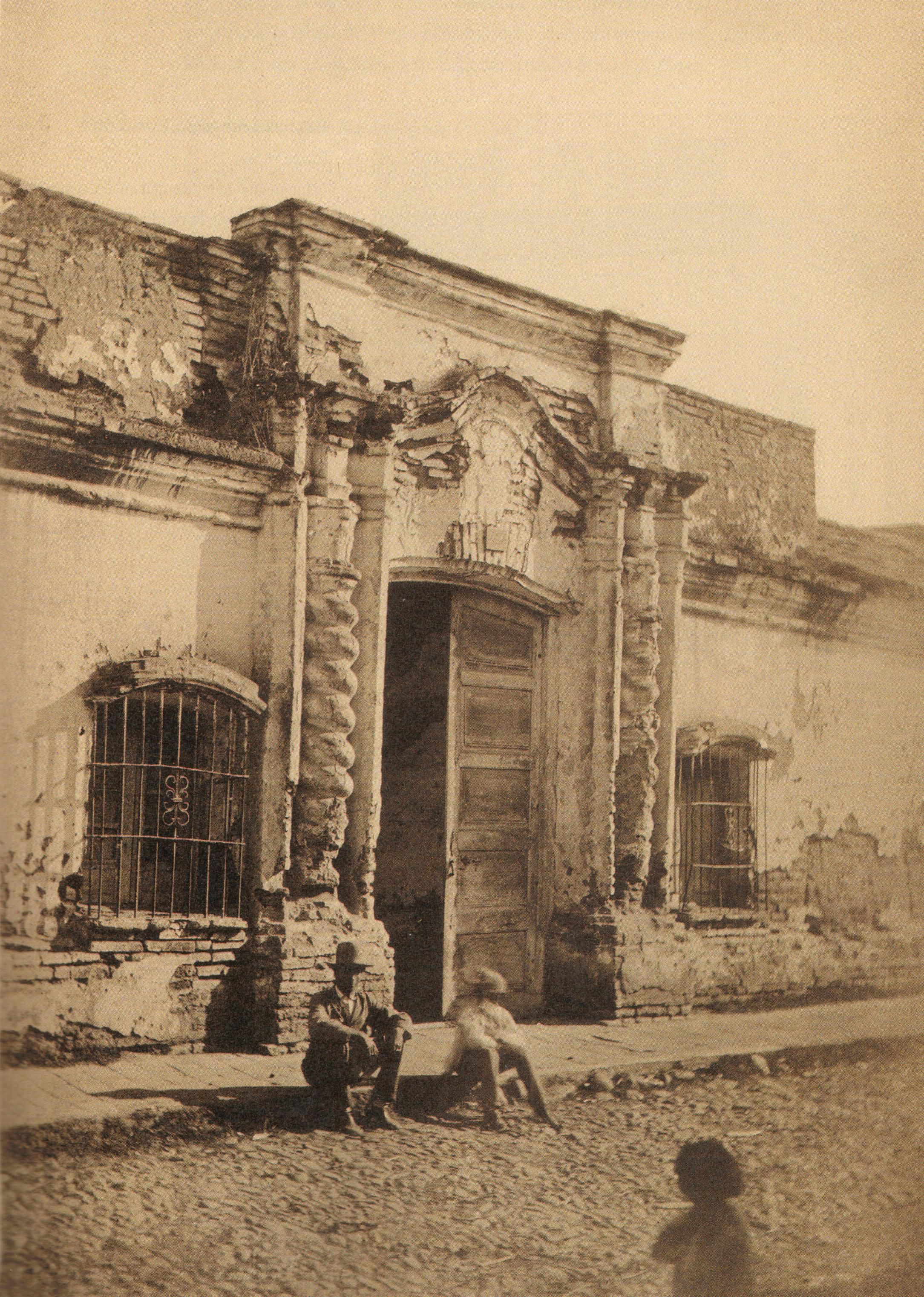
La Casa de Tucumán cap al 1869

L'any 1816, a causa de la necessitat de comptar amb un edifici per a les sessions del Congrés que es reuniria a Tucumán, es va optar per la casa de Francisca. Es diu que ella va prestar la casa per a les sessions, a causa de la falta d'altres locals apropiats o que tinguessin les mides adequades. Però recerques posteriors consideren que l'Estat Provincial va disposar que s'usaria, ja que gran part de la Casa estava llogada per a la Caixa General i la Duana de la Província.
Francisca tenia 72 anys al moment de la declaració d'Independència de les Províncies Unides del Riu de la Plata. Ella se sentia orgullosa que la seva casa fos la seu del Congrés. També va expressar el seu desig de saludar i parlar amb Manuel Belgrano, perquè li tenia molt d'afecte. En el moment de les sessions del Congrés es va instal·lar en una casa contigua, també de la seva propietat. Quan el Congrés es va traslladar a Buenos Aires, Francisca va tornar a l'habitatge.
Una de les filles de Francisca, Gertrudis Laguna y Bazán, es va casar amb Pedro Antonio de Zavalía y Andía. La filla d'ells, Carmen Zavalía Laguna, va heretar la casa de part de la seva àvia i va adquirir la resta dels altres hereus, convertint-se així en l'única propietària. Els seus fills van ser els últims membres de la família propietaris de l'immoble, ja que el van vendre l'any 1874 al Govern Nacional per 200 000 pesos de l'època.

## Homenatges
Una escola rural en el paratge de Monteros, Sargento Moya, de la província de Tucumán porta el seu nom.
Una carrera hípica de l'hipòdrom "La Punta" de la província de San Luis porta el seu nom.
El carrer Passatge Bazán de Llaguna en San Miguel de Tucumán també porta el seu nom.